# Лупита Ферер
Йоланда Гуадалупе Ферер Фуенмайор, по-известна като Лупита Ферер (на испански: Lupita Ferrer), е венецуелска театрална, филмова и телевизионна актриса.

## Филмография

### Теленовели
- Voltea pa' que te enamores (2015)... Енрикета Сантос де Галиндес
- Rosa Diamante (2012) ... Росаура Сотомайор
- Mujeres Asesinas 4 (2011) ... Олга Енкаргада
- Ева Луна (2010/11) ... Хуста Валдес
- Чужди грехове (2007 – 2008) ... Агата Мерсенарио
- Невинната ти (2004 – 2005) ... Габриела Смит
- Любов или измама (2003 – 2004) ... Моргана Атал
- Соледад (2001) ... Виктория Алварес Калдреон
- Росалинда (1999) ... Валерия Алтамирано дел Кастио
- Destino de mujer (1997) ... Аурора
- Нищо лично (1996 – 1997) ... Мария Долорес де лос Рейес
- Морелия (1994 – 1995) ... Офелия Кампос Миранда де Сантибаниес
- Росанхелика (1993) ... Сесилия Гел де ла Роса
- Las dos Dianas (1992) ... Каталина
- Amándote II (1990) ... Лисете Мистрал
- Amándote (1988) ... Лисете Мистрал
- Кристал (1985) ... Виктория Асканио
- Doña Perfecta (1985)...
- Los años felices (1984) ... Марсела
- Ligia Sandoval (1981) ... Лихия Сандовал
- Julia (1979) ... Хулия
- La Zulianita (1977) ... Марта Мария Домингес
- Мариана от нощта (1975 – 1976) ... Мариана
- Mi hermana gemela (1975) ... Марта/Мара
- La guaricha (1973) ... Палмира
- Мария Тереса (1972) ... Мария Тереса Фуентес Товар де Лопес Бейо / Муниека Монтиел
- Me llamo Julián, te quiero (1972) ...
- Есмералда (1970) ... Есмералда Ривера
- La frontera de cristal (1969) ...
- Tú eres mi destino (1969) ...
- Donde no llega el sol (1967) ...

### Сериали
- Грозната Бети (2006)

### Кино
- Medardo (2015) .... Доня Роса
- Ana Maria in Novela Land (2015) .... Госпожа Де Ла Рока
- Tú asesina, que nosotras limpiamos la sangre (1996) .... Мари Клемент
- Balboa (1986) .... Рита Карло
- The children of Sanchez (1978) .... Консуело Санчес
- Una mujer honesta (1973)
- Las chicas malas del padre Méndez (1971)
- El cínico (1970) .... Роберта Урибе
- Los corrompidos (1971)
- OK Cleopatra (1971)
- La vida inútil de Pito Pérez (1970)
- El oficio más antiguo del mundo (1970) .... Естела
- El manantial del amor (1970)
- Un Quijote sin mancha (1969) .... Анхелика
- Duelo en El Dorado (1969)
- La cama (1968)
- Muchachas, muchachas, muchachas (1968)
- Me ha gustado un hombre (1965)